# 热那亚王子广场车站
热那亚王子广场车站（義大利語：Stazione di Genova Piazza Principe）是意大利热那亚的主要火车站，位于市中心Piazza Acquaverde，占据整条安德烈多利亚街的北侧。因邻近王子宫（Palazzo del Principe）而得名。它是热那亚第二繁忙的车站，仅次于热那亚布里尼奥莱火车站。每天约有66000乘客，每年2400万乘客。1854年开通到都灵的线路，随后陆续开通到米兰、比萨和文蒂米利亚（法国边境）的线路。

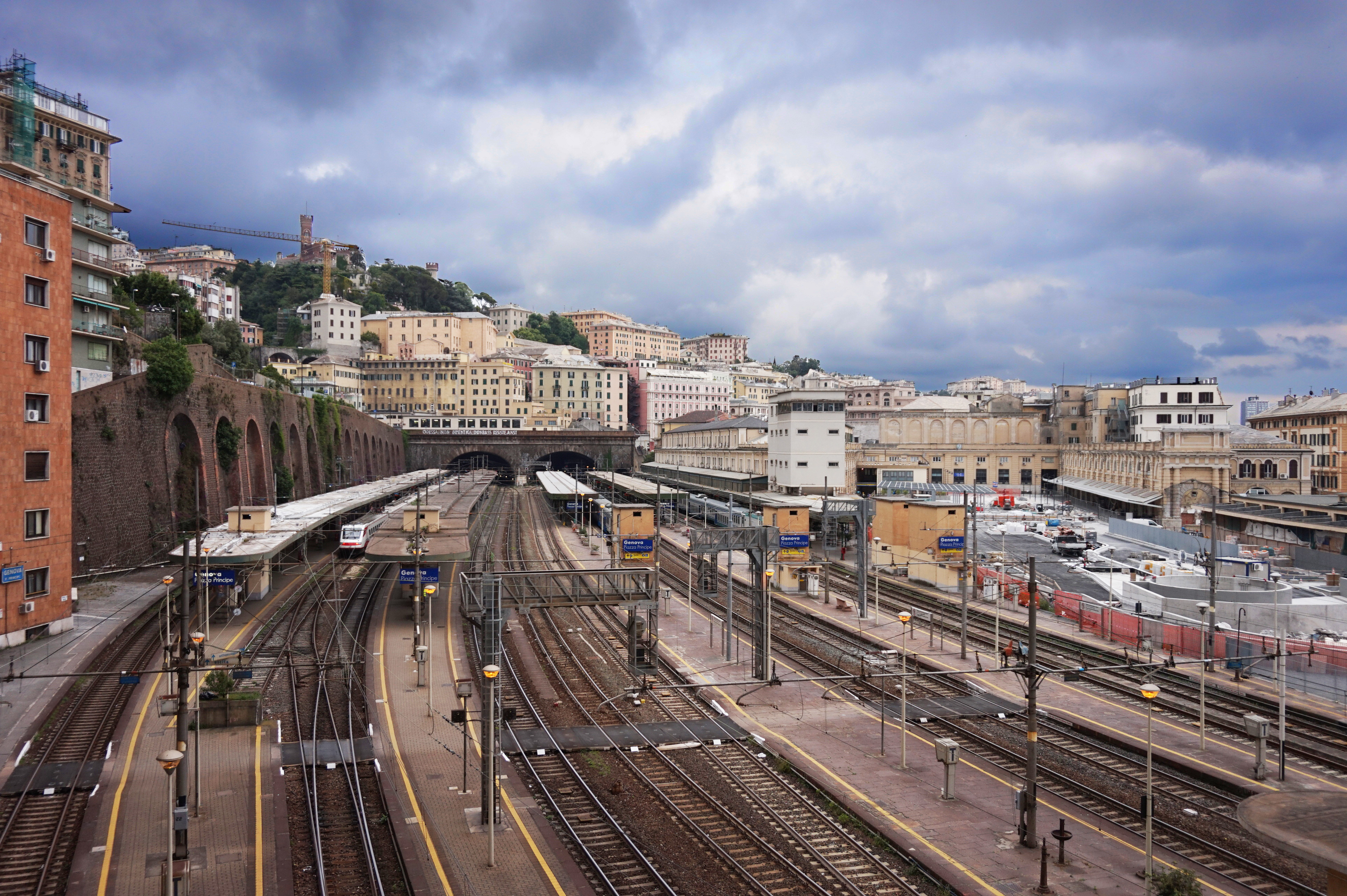
站台

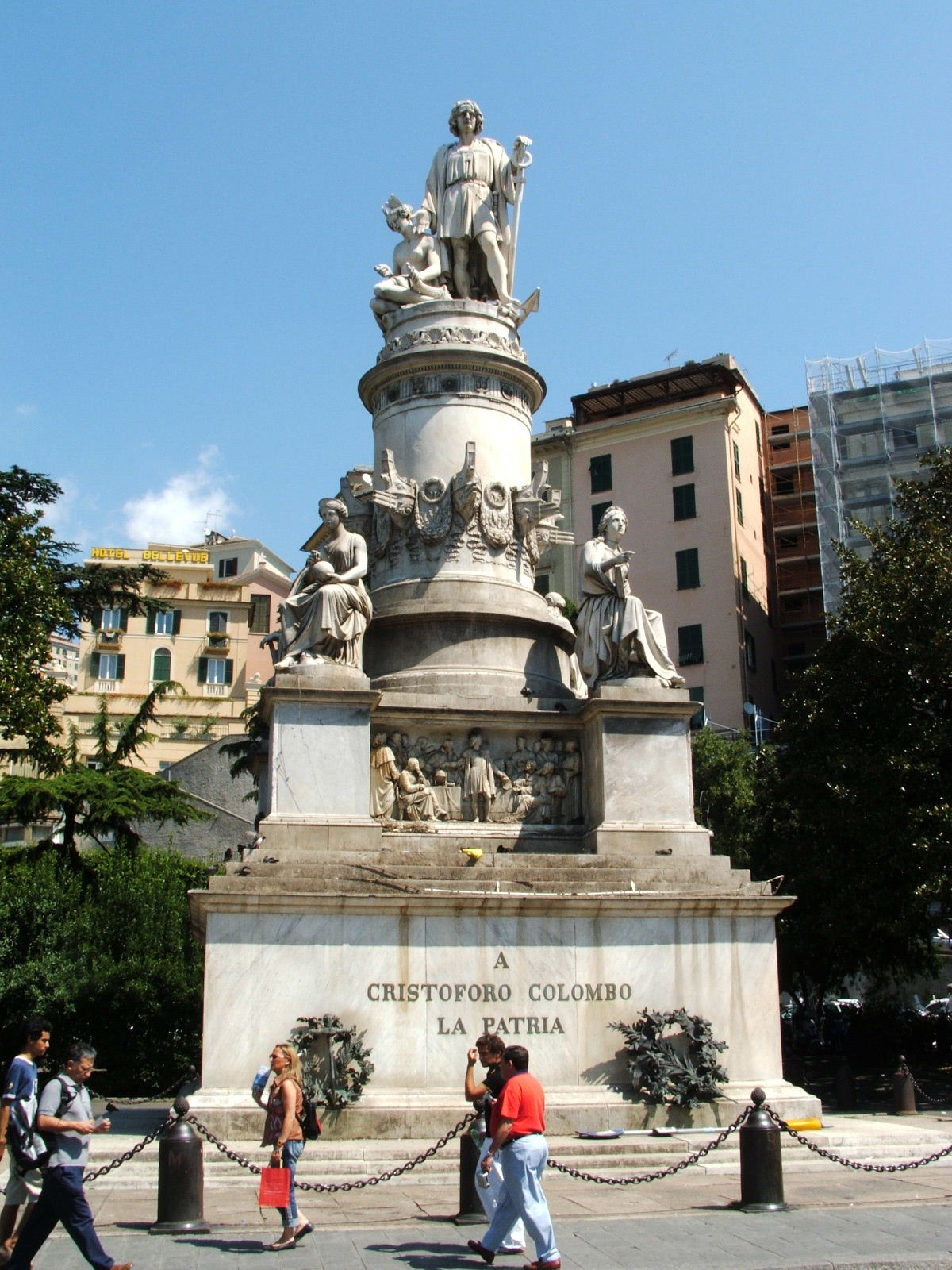
车站前花园的哥伦布像